# Eulasia chalybaea chalybaea
chalybaea chalybaea es una subespecie de coleóptero de la familia Glaphyridae.

## Distribución geográfica
Habita en Irán y Turquía.